# 시잠
시잠(施岑, 생몰년 미상)은 진나라의 도교 신자로 자는 태옥(太玉)이다. 서산십이진군(西山十二真君) 중 한 사람으로서 패군 출신이다. 그의 아버지는 동오의 장군 시삭이다.